# جيمس لاري إدموندسون
جيمس لاري إدموندسون (بالإنجليزية: James Larry Edmondson) هو قاضي ومحامي أمريكي، ولد في 14 يوليو 1947 في جاسبير في الولايات المتحدة.

## وصلات خارجية
- جيمس لاري إدموندسون على موقع إن إن دي بي (الإنجليزية)